# メルク (ドイツ)
メルク（Merck KGaA、FWB: MRK、北米における名称はEMD、いー・えむ・でぃー）は、ドイツ・ダルムシュタットを本拠とする化学品・医薬品メーカーである。その始まりは17世紀に遡り、現存する医薬品・化学品企業としては世界で最も長い歴史を有しているとされる。メルクの資本の70%は創業家であるメルク家(de,en)によって所有されている。
メルク（Merck & Co.、メルク・アンド・カンパニー）も同家に経営されている。メルク側は米独両社それぞれの具体的な経営に関係は無いと主張している。アメリカ合衆国のメルク・アンド・カンパニーは、「メルク」の名称使用権を北米に限って有しており、日本を含むその他の国や地域では「MSD (Merck Sharp and Dohme)」と名乗っている。

## 概要
メルクでは67カ国で約6万人の従業員が医薬品・化学品事業に従事しており、化学品分野では、液晶および有機EL関連材料、自動車塗装や化粧品向けのパール顔料、コンシューマーヘルス関連、試薬などのライフサイエンス関連、バイオテクノロジー産業向け特殊化学品の製造・販売を行っている。また、医療用医薬品分野では、2007年に設立されたメルクセローノが、癌領域、神経変性疾患領域、不妊治療領域、内分泌領域、自己免疫疾患および炎症性疾患領域、心血管/代謝領域の治療薬を販売している。
メルクの歴史は、フリードリッヒ・ヤコブ・メルクが1668年、ドイツ・ダルムシュタットで「天使薬局（Engel-Apotheke）」という薬局の経営権を取得したことに始まった。19世紀前半にはアルカロイドの調合に成功、それを紹介した6代目、エマニュエル・メルクによって、それまでの薬局から研究開発を行う製薬企業への業務変革がなされた。さらに1880年頃から1900年頃にかけては本国外の英国ロンドン、米国ニューヨーク、ロシア帝国のモスクワなどにも拠点を設置、世界的に事業を展開するようになった。

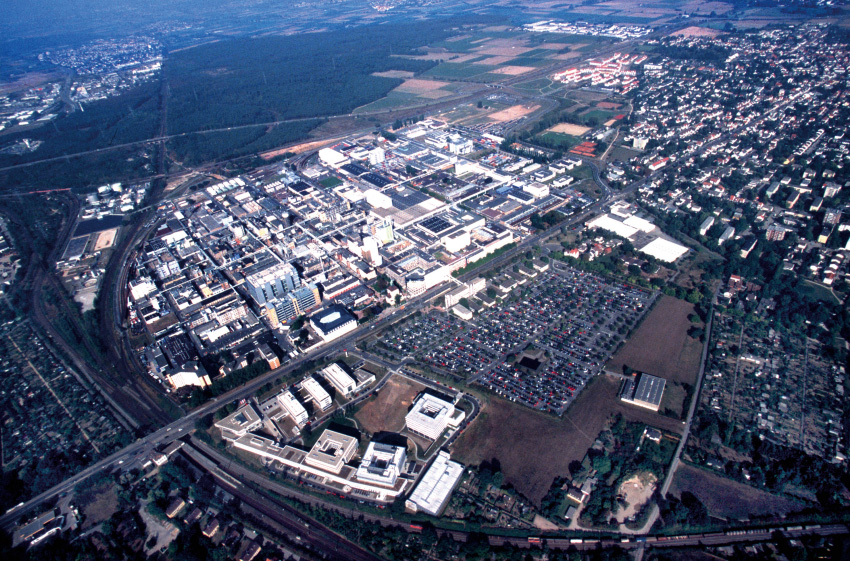
メルク本社の施設群
（ドイツ・ダルムシュタット）

2001-2015年に使用されたロゴ

しかしながら、第一次世界大戦末期の1918年、メルクがドイツ国外に有していた多くの事業拠点は連合国に接収され、アメリカ合衆国では、メルク（Merck & Co.、メルク・アンド・カンパニー）が新たな独立企業として事業を始めることとなった。
メルクが現在のメルク（Merck KGaA）として株式を一部のみ公開、フランクフルト証券取引所に上場したのは1995年のことである。現在は株式の約30％程度を公開しているが、残りの70％はメルク一族が所有している。2018年時点で275人いるメルク一族はメルク株の約70％を所有し、メルク本社内にあるファミリー企業「E・メルク・KG」のパートナー委員会（外部専門家4人を含む9人）を通じてメルクの経営を監督する。事業の細部や実行には関与せず、1億ユーロ以上の大型投資案件（M&Aなど）、役員報酬の決定、執行役員の選解任などへの承認に限定している。メルク一族の保有株は一族内の売買か相続でしか移転できず、新たに株主となる一族の者は「メルク大学」と呼ばれる研修を受講することを求められる。   
また、2010年には米国マサチューセッツ州を拠点とする世界的なバイオサイエンス企業ミリポア（Millipore）を、2014年にはルクセンブルクを拠点とする半導体向け特殊化学品メーカーのAZエレクトロニックマテリアルズ株式会社を買収し半導体事業を大した。2015年には米国ミズーリ州セントルイスを拠点とする世界的な化学薬品メーカー・シグマ アルドリッチ（Sigma-Aldrich）を買収してライフサイエンスの分野で事業規模を拡大した。2019年にはガスなどの半導体材料メーカーである米国バーサムマテリアルズを75億ユーロ（約1兆円）で買収し、これまでのディルプレイ部門と半導体レジスト部門を含めてメルクエレクトロニクス部門を設立し、半導体材料、有機EL材料、液晶材料を中心にハイテク分野に特化して市場でのシェアを拡大している。
メルク（Merck GKaA）は、アメリカ合衆国を拠点に同じく世界企業へと発展した、メルク（Merck & Co.、メルク・アンド・カンパニー）との区別のため、「ドイツのメルク」「ドイツ・メルク（German Merck）」または「メルク・ダルムシュタット（Merck Darmstadt）」などと呼ばれることもある。　正式には米国とカナダのみEMD (Emanuel Merck Darmstadt)という商標を使い、それ以外の国ではMerckの商標を利用している。

## 日本での事業
2007年（平成19年）以降、日本での事業は化成品メーカーとしてのメルク株式会社（法人番号：2011001133752）と、純粋な製薬企業であるメルクバイオファーマ株式会社（法人番号：7010701015140、ともに本社：東京都目黒区下目黒1丁目8番1号アルコタワー）の二社体制となっている。
一時はメルク製薬株式会社という製薬会社も有していたが、その事業分野であったジェネリック医薬品などの取り扱いがリストラされたことから、売却されて消滅した。

### メルク株式会社
1968年（昭和43年）、メルクの日本法人として 東京都港区に設立されたメルク・ジャパン株式会社（エー・メルク・ヤーパン株式会社）が始まりである。メルク株式会社は現在、ディスプレイ用液晶材料の主要サプライヤーとしても知られ、約700名の従業員を雇用している。
1975年（昭和50年）には、神奈川県厚木市近郊に配送センター（厚木事業所）を建設し、1991年（平成3年）には本社を現在地である東京都目黒区（目黒雅叙園・アルコタワー）に移転した。2002年（平成14年）、メルク株式会社に社名変更。2007年（平成19年）には医薬品事業を分離し、新たに設立されたメルクセローノ株式会社に統合した。
2011年（平成23年）11月には、その前年にメルク（Merck KGaA）がアメリカ合衆国のバイオサイエンス企業、ミリポア（Millipore Corp.）を買収したのに伴って、同社の日本法人であった日本ミリポア株式会社を統合した。2013年には液晶パネル用フォトレジストの主要メーカーであるAZエレクトロニクスを買収し、2016年にはメルクパフォーマンスマテリアルズ（現在、メルクエレクトロニクス）として国内分社化した。

### メルクバイオファーマ株式会社
メルクバイオファーマ株式会社は、2007年（平成19年）10月に設立されたメルクセローノの日本法人である。
スイス、セローノ社の日本法人として1976年（昭和51年）から事業を行っていたセローノ・ジャパン株式会社に、メルク株式会社の医療用医薬品事業部を分離・統合することによって設立され、主に癌、不妊症、内分泌・代謝の3領域における治療薬の開発・販売を行っている。

### メルク製薬株式会社
1998年（平成10年）1月、独メルク（Merck KGaA）は日本での医薬品事業への参入を目的に、スウェーデンの製薬企業（当時）アストラの日本法人（当時）、アストラ・ジャパンから「保栄事業部」を買収。メルク・ホエイ株式会社を設立して、ジェネリック医薬品ビジネスに参入した。商品にはジェネリック医薬品の他、アナフィラキシーショックの補助治療薬「エピペン注射液」などがあった。
その後、2001年（平成13年）10月には、ナガセ医薬品株式会社の医薬営業部門を統合、2005年（平成17年）1月には模範薬品を合併して事業を拡大、2006年（平成18年）7月にはメルク・ホエイをメルク（Merck KGaA）の完全子会社として、「メルク製薬株式会社」に社名変更した。
しかしながら2007年（平成19年）5月、メルク（Merck KGaA）はジェネリック医薬品事業をアメリカ合衆国のマイランに売却して同事業から撤退。2008年（平成20年）5月、日本のメルク製薬もマイラン製薬（東京）に吸収されて消滅した。